# Megido
Megido ou Magedo (em hebraico:  מגידו; em árabe: المجیدو, Tell al-Mutesellim) é uma colina em Israel, próxima a um moderno povoado de mesmo nome, célebre por razões teológicas, históricas e geográficas.

## História

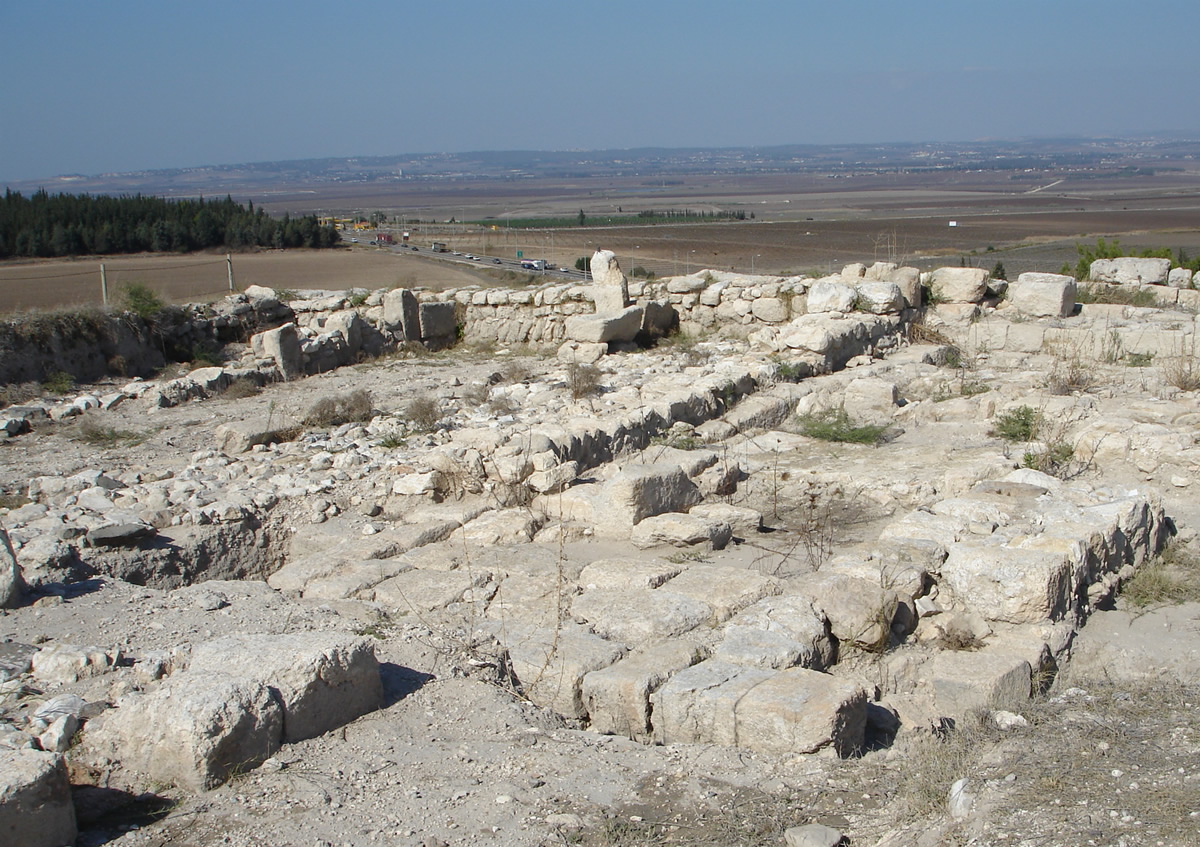
Ruínas no topo do monte

Nos tempos antigos Megido era uma importante cidade-estado. De acordo com algumas interpretações da Bíblia cristã, será neste lugar onde ocorrerá a batalha do Armagedom ou a batalha final entre as forças da luz lideradas por Jesus Cristo e as forças das trevas lideradas por Satanás ou Anticristo depois do Fim dos Dias.
Megido é uma tell ("colina") feita de 26 camadas de ruinas de antigas cidades  numa posição estratégica à cabeça da passagem através do Tergo de Carmel. Juntamente com Hazor e Beer-Sheba foi declarada Património Mundial da Unesco em 2005.

## Armagedom
No Livro das Revelações da Bíblia cristã (escrita em grego koiné), conta-se que antes da batalha final, os exércitos se reúnem na planície abaixo de Har Meggido (a colina de Megido). Entretanto, a tradução foi mal-feita e Har Meggido foi erroneamente traduzido para Armagedom, fazendo os exércitos se reunirem na planície antes do Armagedom, a batalha final.
Poderá estar aqui a igreja cristã mais antiga do mundo (240-241 d.C).